# Carex mitrata
Espèce
Classification phylogénétique
Carex mitrata est une espèce des plantes du genre Carex et de la famille des Cyperaceae.